# Bang Phlat
Bang Phlat (Thai: บางพลัด) is een van de districten (khet) van de Thaise hoofdstad Bangkok. Het telde (anno 2003) ruim 116.000 inwoners en is een van de kleinste districten met een oppervlakte van 10.235 km². Aangelegen districten zijn (met de klok mee) Amphoe Bang Kruai (in de provincie Nonthaburi), Bang Sue, Dusit, Phra Nakhon, Bangkok Noi en Taling Chan.

## Geschiedenis
Bang Phlat was een van de vijfentwintig districten die werden opgericht in 1915, toen de binnenste districten van Bangkok werden gereorganiseerd. In 1938 werd het district opgeheven en toegevoegd aan Bangkok Noi.
Bang Phlat werd opnieuw opgericht in 1989 met vier subdistricten van Bangkok Noi. De westzijde van Borommaratchachonnani Road en Somdet Phra Pin Klao Road verhuisden terug naar Bangkok Noi in 1991.

## Locaties
De hoofdweg die door Bang Phlat gaat is Charan Sanit Wong, een weg die parallel loopt aan de Chao Phraya.
Bang Phlat heeft een mengsel van lichte commerciële, industriële en residentiële zones. Er zijn een paar middelgrote commerciële en residentiële gebieden die groeiden toen het gebied steeds welvarender werd. Er zijn twee Express River Boat-stations die varen van en naar het zuiden en het noorden van Bangkok.

## Indeling
Het district is opgedeeld in vier subdistricten (kwaeng).
- Bang Phlat (บางพลัด)
- Bang O (บางอ้อ)
- Bang Bamru (บางบำหรุ)
- Bang Yi Khan (บางยี่ขัน)